# Balclutha rhenana
Balclutha rhenana är en insektsart som beskrevs av Wagner 1939. Balclutha rhenana ingår i släktet Balclutha och familjen dvärgstritar. Arten är reproducerande i Sverige. Inga underarter finns listade i Catalogue of Life.